# Radio GRP
Radio G.R.P. (Giornale Radio Piemonte) è una storica emittente radiofonica torinese che dal 1994 è ai vertici degli ascolti tra le radio locali in Piemonte.

## Storia
L'emittente vide la luce nell'aprile del 1976, quando il marchese Stelio Cassano di Altamura fondò il gruppo radio televisivo GRP Giornale Radio Piemonte, di cui facevano parte una stazione radiofonica e una televisiva, GRP Televisione. Il marchio GRP divenne ben presto noto prima a Torino e poi in Piemonte.
Grande successo ebbe inizialmente la tv che diffondeva notiziari puntuali e contenuti di interesse attraverso una diffusione capillare. La radio si caratterizzò subito per un'offerta generalista e con particolare attenzione per l'informazione.
Ai microfoni di GRP si sono avvicendati nomi famosi come Piero Chiambretti, Alba Parietti e Umberto Tozzi. 
Negli anni ottanta Radio GRP acquistò un'altra emittente, Radio Europa 3, diventata poi Radio GRP-Europa 3 e successivamente Radio GRP Dance All Day per approdare alla denominazione Radio GRP 2 Melody e alla diffusione di musica melodica senza interventi parlati.
Nel 1990 Stelio Cassano di Altamura decise di vendere il ramo radiofonico. Subentrarono Luciano e Agostino Sdei che fino ad allora avevano gestito l'emittente e in quel periodo venne avviata una terza rete che ripeteva i programmi in inglese dell'americana VOA Europe (Voice of America Europe), ora Radio GRP Tre che diffonde principalmente liscio e musica da ballo. 
Sempre negli anni novanta la rete principale inizia a diventare regionale: da una diffusione limitata a Torino, Cuneo e Asti, Radio GRP accende o acquisisce nuove frequenze e arriva a illuminare anche Alessandria, Vercelli, Biella, Novara, Ivrea e, capillarmente, anche tutta la Val di Susa. 
Nel 2006 è poi la volta della Valle d'Aosta e della Televisione Digitale Terrestre grazie al mux della torinese Quartarete TV. Da diversi anni, GRP Radio è l'emittente partner dell'ACI e diffonde le informazioni sul traffico in tempo reale.

## Frequenze
| Postazione                                                                  | Frequenze in MHz    |
| --------------------------------------------------------------------------- | ------------------- |
| Torino                                                                      | 99,3 - 96,1         |
| Cuneo                                                                       | 99,3 - 99,5 - 104,7 |
| Asti                                                                        | 99,3 - 99,5 - 96,2  |
| Alessandria                                                                 | 96,2 - 96,1         |
| Vercelli                                                                    | 96,1 - 99,3         |
| Biella                                                                      | 96,1 - 99,2 - 99,3  |
| Novara                                                                      | 96,0 - 96,1         |
| Ivrea                                                                       | 99,2 - 96,1         |
| Susa                                                                        | 99,3 - 102,2        |
| Sestriere, Claviere, Sauze d'Oulx, Oulx, Bardonecchia, Monginevro, Briançon | 104,6               |
| Oulx, Sauze d'Oulx, Exilles, Bardonecchia                                   | 90,8                |
| Cesana Torinese, Sestriere, San Sicario                                     | 95,9                |
| Sestriere, Bardonecchia, Traforo del Frejus                                 | 99,3                |
| Aosta e Saint-Vincent                                                       | 90,1 - 106,7        |
| Verrès                                                                      | 107,0               |
| Pont-Saint-Martin                                                           | 99,5                |

## Conduttori
- Gino Latino
- Elisa Dante
- Marco e Giò
- Francesca Bacinotti
- Gian Carlo Fantò
- Massimo Tadorni
- Donato Riva
- Cristian Panzanaro